# Kayak.com
A KAYAK é uma empresa norte-americana cujo principal produto é um metabuscador de viagens. A empresa foi fundada nos Estados Unidos em 2004 e lançada oficialmente no Brasil em 2014. O KAYAK processa mais de um bilhão de pesquisas de viagem por ano e seu aplicativo para iOS e Android contabiliza mais de 40 milhões de downloads.

## História

### Fundação
A KAYAK foi fundada em 2004 nos Estados Unidos. O nome da empresa foi alterado para Kayak Software Corporation em agosto de 2004 e para KAYAK Software Corporation em 2011.

### Expansão internacional
Em maio de 2010, a KAYAK comprou a swoodoo, um dos maiores sites de viagem da Alemanha. A empresa também adquiriu o site austríaco de viagens Checkfelix. O site e os aplicativos da KAYAK estão disponíveis atualmente em mais de 30 mercados, incluindo Brasil, Portugal, México, Argentina, Estados Unidos, Reino Unido, Espanha, França, Itália e Alemanha.

### Entrada na bolsa e aquisição
A empresa começou a ser transacionada no NASDAQ em julho de 2012, levantando US$ 50 milhões. Em novembro de 2012, foi adquirida pelo The Priceline Group por US$ 1,8 bilhão.